# Infrarosso falso colore
La fotografia infrarosso falso colore è una tecnica che fa parte della diagnostica artistica e viene utilizzata per determinare la composizione della pittura utilizzata nel dipinto preso in esame. Questa tecnica è nata con lo sviluppo delle pellicole fotografiche e negli ultima anni si è evoluta grazie alla fotografia digitale che riproduce gli effetti di queste ultime e dei filtri che le accompagnavano.

## Storia
La fotografia a falso colore fu sviluppata da Walter Clark alla Kodak per rilevare le contraffazioni negli anni '40. Diventò accessibile al pubblico negli anni ‘60 in seguito alla introduzione della pellicola a infrarossi della Kodak chiamata “Ektachrome”. Solo con l’avvento della fotografia digitale nei primi anni ‘90 questo metodo di diagnostica prese piede nel campo della ricerca artistica.

## Obiettivi
L'obiettivo di questa tecnica è quello di determinare i vari pigmenti che compongono l'opera per trarre informazioni sulla provenienza, sul periodo di creazione e sulla presenza, o assenza, di restauri. L’importanza di questa tecnica è data dal fatto che l’immagine finale contiene le informazioni che provengono dalla regione dell’infrarosso e quindi non visibili ad occhio nudo. Le stesure pittoriche, anche se nel loro insieme sembrano simili se analizzate in luce visibile, vengono realizzate con pigmenti diversi. Se i pigmenti sono diversi allora c’è la possibilità che questi possano apparire nell'immagine a falsi colori come tonalità diverse, dato che la loro natura chimica si comporta in modo diverso nella regione infrarossa.
Nella fotografia risultante i colori appaiono di colore diverso e permettono di capire quali pigmenti ha usato l’artista, ad esempio l’oltremare artificiale viene restituito in falso colore con un rosso, mentre il lapislazzuli o oltremare naturale è restituito in colore vinaccia. L’azzurrite, invece, mantiene il blu che ha quando è osservato in luce visibile. Questi tre colori sono però captati dall'occhio umano come lo stesso blu e quindi impossibili da decifrare senza la tecnica dell'infrarosso falso colore.

## Principio di funzionamento
Questa tecnica si basa sul sovrapporre due fotografie, una scattata nella regione infrarossa e l’altra nel visibile. La fotografia infrarossa viene riportata su una scala di grigi mentre quella scattata nella luce visibile viene divisa nelle sue tre componenti primarie (RGB). Come ultimo passaggio fotografia infrarossa viene trasportata sul canale rosso, la parte rossa viene spostata su un canale verde, la parte verde su quello blu e la parte blu non viene presa in considerazione. In questa nuova fotografia i colori risultanti non rappresentano la realtà, ma mostrano le tonalità dei pigmenti nella loro controparte nei falsi colori.